# 파묘

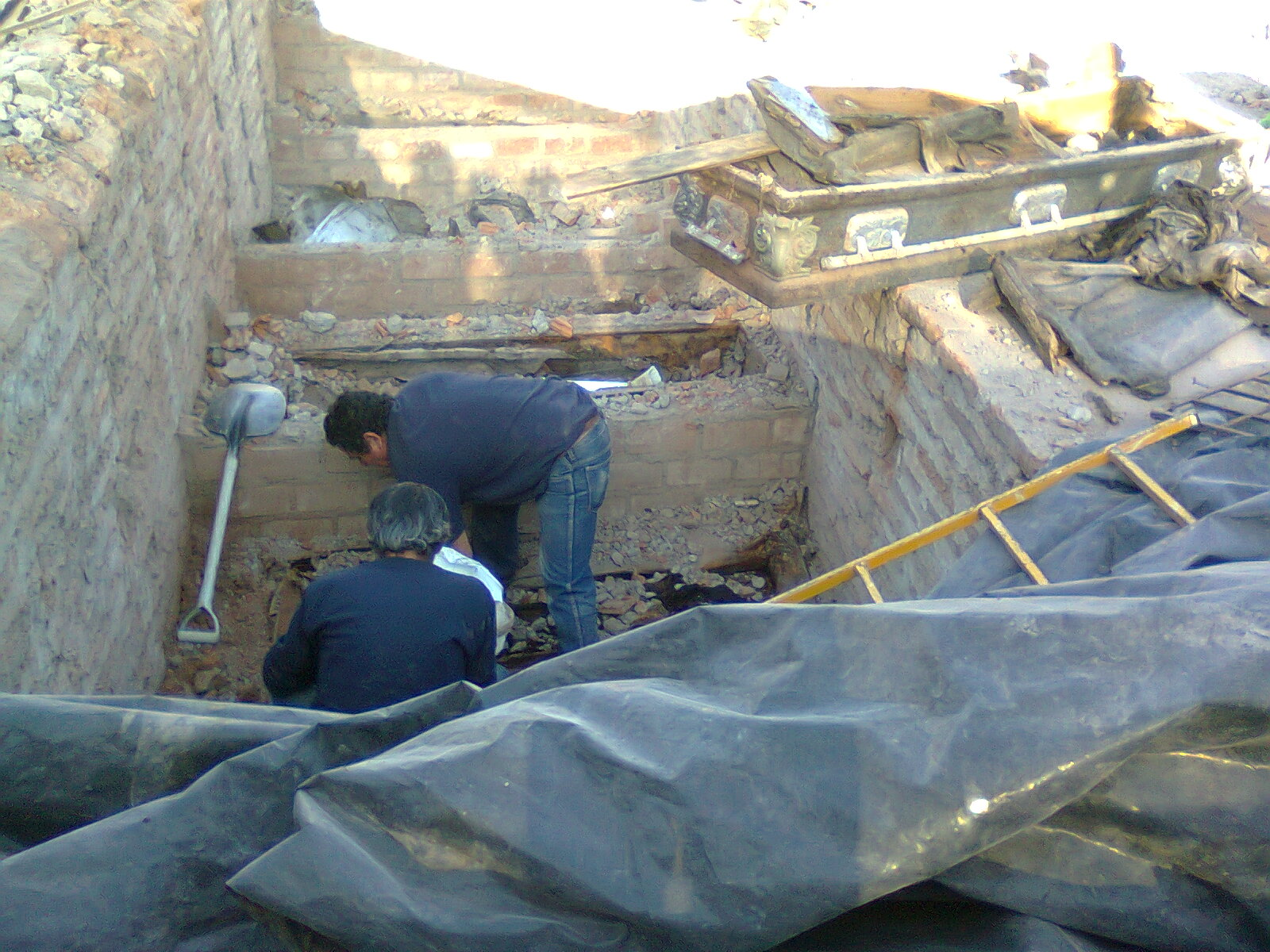
칠레의 한 공동묘지에서 파묘하는 모습.

파묘(한국 한자: 破墓, 영어: exhumation)는 무덤을 파헤치고 시체를 꺼내는 것이다. 대개 무덤을 다른 곳으로 이장하기 위해 행한다.
고려 시대에도 삼국사기의 편찬자이자 저명한 유학자였던 김부식이 1170년 일어난 무신정변 이후 묘가 파헤쳐진 뒤 부관참시당했는데 일전에 인종 때 그와 그의 아들인 김돈중이 무장 정중부의 수염을 태워먹는 사건이 있었고 이 사건에 앙심을 품고 있던 정중부를 위시한 무신들이 김돈중을 처참히 죽인 뒤 그의 아버지인 김부식의 시신마저 묘에서 꺼내 무참히 시신을 토막내 버렸다고 한다.김종직의 문인이었던 정여창과 생육신 중 한 사람이었던 남효온도 연산군 10년 갑자사화 때 부관참시를 당했다. 세조의 일등 참모였던 한명회가 갑자사화에 연루되었다고 하여 무덤이 파헤쳐져 시체가 토막나고 한양 저잣거리에 목이 효수되었다.
한편 연산군 때 공조판서로 있었고 《용재총화》의 저자이자 세조의 사람이기도 했던 성현도 세상을 떠난 지 수개월 후 일어난 갑자사화로 인해 시체의 목이 달아났다. 정창손, 어세겸, 심회, 이파 등이 실록을 뒤져 어머니 윤씨를 폐위시키는 데 일조했다고 부관참시했다. 특히 연산군이 ‘갑자육간(甲子六奸)’이라고 지목한 권신 이극균(좌의정)·이세좌(예조판서)·윤필상·성준·한치형(이상 영의정)·어세겸(좌의정) 모두 끔찍한 화를 입었다. 이들이 당했는지는 확실하지 않지만 실록을 보면 뼈를 갈아 바람에 날려버리는 쇄골표풍(碎骨瓢風)이나 집을 헐어 연못을 만드는 파가저택(破家瀦澤) 등의 형벌도 자행했다고 한다.